# Radomir Putnik
Radomir Putnik (în sârbă Радомир Путник; n. 24 ianuarie 1847, Kragujevac, Principatul Serbiei – d. 17 mai 1917, Nisa, A Treia Republică Franceză) a fost un militar sârb, mareșal de război, șef al statului major al armatei sârbești în războaiele balcanice și Primul Război Mondial. A luat parte la toate războaiele Serbiei ținute între 1876 și 1917.

## Primul Război Mondial
Aflat în Budapesta când Austro-Ungaria a declarat război Serbiei, feldmareșalului Putnik i s-a permis întoarcerea în siguranță în Serbia într-un gest cavaleresc al împăratului Franz Josef. După o călătorie cu probleme, Putnik s-a întors în Serbia și și-a oferit demisia regelui Petru I al Serbiei într-o stare de sănătate precară și a vârstei înaintate. A fost refuzat, regele a insistat ca feldmareșalul Putnik să preia comanda armatei, în interes strategic, în timp ce generalii tineri, precum Stepa Stepanovici, Živojin Mišić și Petar Bojović vor prelua comanda obligațiilor operaționale. Putnik ar fi stat într-o cameră bine încălzită. Totuși, starea sa de sănătate nu l-a împiedicat să organizeze cu succes cu campania militară. Serbia a învins ofensiva Armata austro-ungară din august - septembrie 1914 (bătăliile de la Cer și Kolubara).

## Decesul
În contextul reîncriminării care a urmat între Guvernul Sârb și Înaltul Comandament, întregul Staf General a fost demis în ianuarie 1916, inclusiv feldmareșalul Putnik. A călătorit la Nisa, unde autoritățile franceze l-au primit cu onoruri și i-au oferit o vilă. Putnik s-a îmbolnăvit de emfizem pulmonar și s-a stins din viață pe 17 mai 1917, fără să își mai revadă țara natală vreodată. Rămășițele sale omenești au fost transferate în Serbia în noiembrie 1926 și a fost înmormântat cu onoruri într-o capelă a Noului Cimitir din Belgrad.

## Moștenirea
Muntele Putnik din Alberta, Canada, a fost numit, în 1918, în onoarea sa datorită serviciilor sale militare excepționale pentru Antanta și poporul sârb.